# Литвинов, Виталий Ильич
Виталий Ильич Литвинов (род. 4 июня 1941 года, Харьков, УССР, СССР) — советский и российский учёный, иммунолог, фтизиатр, академик РАМН (2004), академик РАН (2013).

## Биография
Родился 4 июня 1941 года в Харькове.
В 1964 году окончил Саратовский медицинский институт.
С 1964 по 1965 год работал в Мордовской АССР патологоанатомом и судмедэкспертом.
С 1966 года — работает в Центральном НИИ туберкулеза РАМН.
В 1970 году — защитил кандидатскую диссертацию на тему «Иммунология вакцинного процесса, вызываемого BCG» и опубликовал книгу «Иммунобиологические основы противотуберкулёзной вакцинации».
С 1997 по 2012 годы — директор Московского городского научно-практического центра борьбы с туберкулёзом (МНПЦ борьбы с туберкулёзом), в настоящее время — его научный руководитель.
В 1995 году — избран членом-корреспондентом РАМН.
В 2004 году — избран академиком РАМН.
В 2013 году — стал академиком РАН (в рамках присоединения РАМН и РАСХН к РАН).

## Научная деятельность
Специалист в области инфекционной иммунологии и фтизиатрии, научные интересы — туберкулёзные и нетуберкулёзные микобактерии, эпидемиология туберкулёза.
Направления исследований — микробиологические и молекулярно-генетические методы выявления и идентификации микобактерий, межклеточные взаимодействия и иммуногенетика туберкулеза и других инфекций, диагностика латентной туберкулёзной инфекции.
Результаты работ — диагностические препараты для иммунодиагностики туберкулеза и идентификации микобактерий разных видов. При его активном участии был создан диагностический препарат «Диаскинтест» для внутрикожного теста — рекомбинантный белок, специфичный для вирулентных микобактерий туберкулеза (отсутствует в вакцинном штамме БЦЖ).
Под его руководством защищено 26 докторских и 49 кандидатских диссертаций.
Автор 20 патентов.
Автор более 400 научных работ, в том числе 3-х руководств и 33-х книг, две из которых изданы за рубежом.
Член редколлегии журналов «Туберкулёз и социально значимые заболевания», «Физиология и патология иммунной системы. Иммунофармакогеномика».

## Награды
- Премия Правительства Российской Федерации в области науки и техники (2011, в составе группы) «за научное обоснование, разработку и внедрение в клиническую практику биотехнологического инновационного продукта для идентификации туберкулезной инфекции у взрослых и детей — препарата „Диаскинтест“»[3]
- Заслуженный деятель науки Российской Федерации (2002)[4]
- Премия Галена[фр.] (2014)[2]